# Das Gefühl
Das Gefühl ist ein Lied der deutschen Chanson- und Popsängerin Annett Louisan aus dem Jahr 2004.

## Entstehung und Veröffentlichung
Das Lied wurde gemeinsam von Matthias Haß, Frank Ramond und Maren Stiebert geschrieben beziehungsweise komponiert. Ramond zeichnete darüber hinaus für die Produktion verantwortlich.
Die Erstveröffentlichung von Das Gefühl erfolgte als Teil von Annett Louisans Debütalbum Bohème am 25. Oktober 2004 durch 105 Music. Am 14. Februar 2005 erschien es als zweite Singleauskopplung aus dem Album. Diese erschien als Maxi-Single auf CD mit einer Liveversion und dem Titel Die Gelegenheit als B-Seiten. 2022 nahm Louisan eine englischsprachige Version mit dem Titel The Feeling auf. Dieser erschien als Teil der englischsprachigen Version des Albums Bohème am 25. November 2022.

## Inhalt
Das Gefühl handelt von dem lyrischen Ich, das von einem bestimmten Gefühl stets überfallen wird. Der Songtext stellt das Leben als ein Warenhaus dar, in dem man das Gefühl am liebsten behalten möchte.

## Musikvideo
Das dazugehörige Musikvideo wurde von der Bigfish Filmproduktion produziert und entstand unter der Regie von Katja Kuhl. Auf dem Videoportal YouTube zählte es bis Oktober 2023 über 2,1 Millionen Aufrufe.

## Chartplatzierungen
| ChartsChartplatzierungen | Höchstplatzierung | Wochen |
| ------------------------ | ----------------- | ------ |
| Deutschland (GfK)        | 34 (10 Wo.)       | 10     |
| Österreich (Ö3)          | 64 (3 Wo.)        | 3      |

## Coverversionen (Auswahl)
- 2016: Xavier Naidoo (Album: Sing meinen Song – Das Tauschkonzert, Vol. 3)[8]